# Сереброскандий
Сереброскандий — бинарное неорганическое соединение, интерметаллид
скандия и серебра
с формулой AgSc,
кристаллы.

## Получение
- Сплавление стехиометрических количеств чистых веществ:

{\displaystyle {\mathsf {Sc+Ag\ {\xrightarrow {1230^{o}C}}\ AgSc}}}

## Физические свойства
Сереброскандий образует кристаллы
кубической сингонии (примитивная решётка), пространственная группа P m3m, параметры ячейки a = 0,3412 нм, Z = 1,
структура типа хлорида цезия CsCl
.
Соединение конгруэнтно плавится при температуре 1155 °C.